# Max Régis
Massimiliano Milano, plus connu sous le nom de Max Régis, né le 8 juin 1873 à Sétif (Algérie) et mort en 1950 dans les Hautes-Pyrénées, est un journaliste et homme politique français, 
Le décret Crémieux (1870), conjugué avec les rebondissements de l'affaire Dreyfus, avait alimenté à des degrés inouïs le ressentiment antijuif parmi les colons pieds-noirs d'Algérie en 1898. Max Régis, partisan d'Édouard Drumont, se fit alors connaître à la fin des années 1890, en tant qu'agitateur antisémite de premier plan. À seulement 25 ans, il fut élu maire d'Alger, à la tête d'une « liste antijuive » mais fut bientôt révoqué de ses fonctions. Il fut à nouveau élu maire en 1900, mais démissionna dès l'année suivante.

## Contexte de l'époque
En Algérie, les colons n'ont accepté qu'en maugréant le décret Crémieux de 1870, qui a fait des Juifs d'Algérie des citoyens français à part entière. Le nouvel électorat juif a tendance à voter toujours pour le même parti « opportuniste », c'est-à-dire l'aile droite du front républicain, menée par Léon Gambetta et Jules Ferry. L'aile gauche, celle des « radicaux », entre en guerre contre le « vote juif », et mesure ainsi l'efficacité électorale des slogans antijuifs. 
Pendant les années 1890, la lutte antijuive, les associations antijuives prennent un essor impressionnant avec l'accord tacite ou explicite des gouverneurs généraux, des autorités et de la gauche en métropole.

## Biographie

### Origines et formation
Max Régis naît en 1873 à Sétif, alors département de Constantine. Ses parents, Émilie Guelpa et Jean Régis dit Milano (1832-1895), sont Italiens ; son père est un serrurier, né à Riello, originaire de Mosso Santa Maria (Piémont), venu s'installer en Algérie en 1864 comme ouvrier forgeron et qui obtient sa naturalisation française en 1888. Il s'y fait une situation confortable après être entré à la Compagnie ferroviaire de l'Est-algérien et devenu entrepreneur. Max a un frère aîné Alfred et une sœur Claudine, tous deux ayant gardé la nationalité italienne, et un autre frère Louis Régis (1876-1973) qui est naturalisé à sa majorité. 
À dix ans, Max Régis part faire ses études au Lycée Louis-Le-Grand à Paris, puis retourne au Lycée d'Alger, pour finalement passer son baccalauréat ès-lettres et ès-sciences à Montpellier. Avant de s'inscrire à la faculté de droit d'Alger, en 1896-1897, il effectue un voyage d'étude en Allemagne.  
Il est d'abord rédacteur en chef du Progrès de Sétif, puis responsable du journal L'Antijuif algérien de 1897 à 1904.
Régis vit à Alger, avec madame Gabaude, qui tient ladite « brasserie antijuive ».

### En route pour la mairie d'Alger

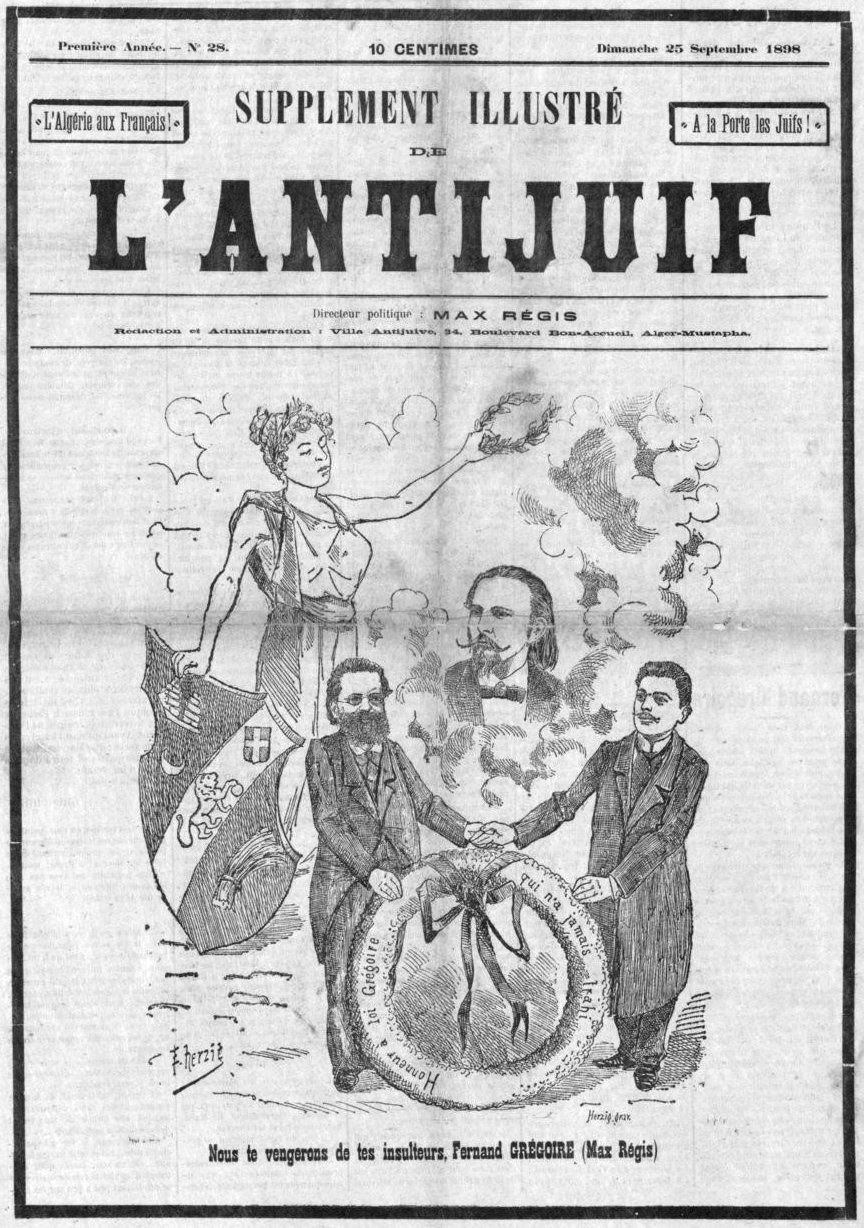
Une du supplément illustré de L'Antijuif figurant l'hommage de Drumont et Régis au journaliste antisémite Fernand Grégoire (25 septembre 1898).

Début 1897, la nomination à Alger à l'école supérieure de droit d'un jeune professeur de droit romain nommé Emmanuel Lévy (1871-1944) déclenche grèves et manifestations antisémites d'étudiants,,. Cette agitation se trouve un leader, Max Régis, 24 ans et appelé le « beau Max », avide de casser du juif lors de « youpinades ». Épaulé par son frère Louis Régis, il encadre les émigrés récents et de jeunes Arabes recrutés pour leurs razzias. Lui et ses soutiens obtiennent que le professeur Lévy soit nommé en Métropole mais les frères Régis sont condamnés par le conseil de discipline à six mois d'interdiction de cours pour Louis étudiant en médecine et à deux ans pour Max,.
Le 20 février 1898 à Paris, Max Régis déclare : « On arrosera de sang juif l'arbre de la liberté ».

Bientôt, Max Régis, qui déchaîne la passion des furies algéroises et de tous les fiers-à-bras de la politique, est maître de la rue. Il a repris le journal L'Antijuif, qui, trois fois par semaine, hurle la haine et réclame l'abrogation du décret Crémieux, puis l'expulsion des Juifs d'Algérie ou leur extermination. 

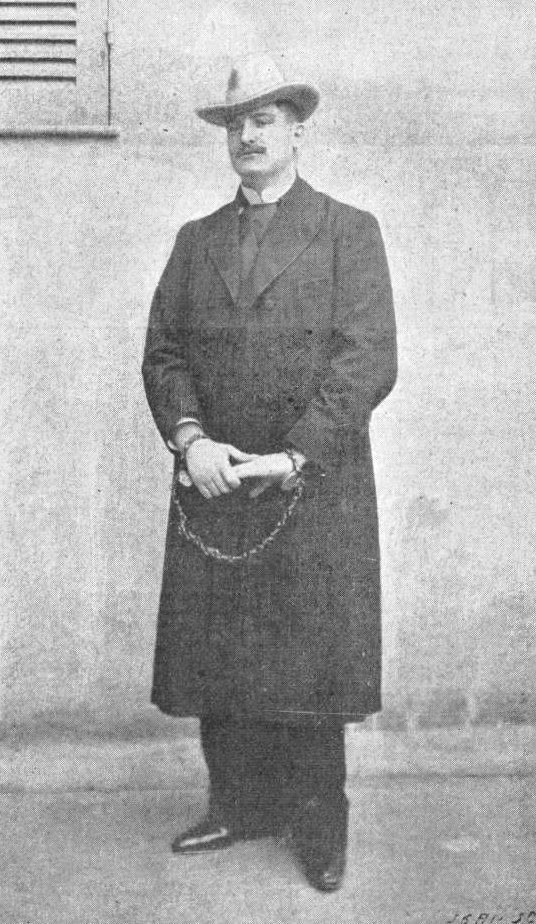
Max Régis à la prison d'Alger (1898).

Le 18 mars 1898, un jugement est rendu à son encontre à la suite du duel avec un certain capitaine Oger insulté dans L'Antijuif condamnant Max Régis à quatre mois de prison. Après confirmation en appel, il est emprisonné mais ne fait que deux mois de prison.
Aux élections de 1898, Régis convainc Édouard Drumont, l'auteur du pamphlet La France juive, leader et « penseur » de l'antisémitisme en France, de se présenter aux élections législatives à Alger, étant lui-même trop jeune pour être éligible. Drumont lui promet de se retirer lorsqu'il aura atteint l'âge légal, mais ne le fait pas, ce qui provoque entre eux un début de conflit. 
Le 3 avril 1898, l'arrivée de Drumont déclenche une liesse populaire sans précédent. Les Juifs sont maltraités dans les faubourgs. Max Régis fait publier les noms des femmes de la ville qui se fournissent dans les magasins juifs. 
Le 8 mai 1898, Édouard Drumont est élu triomphalement, et, sur six députés algérois, quatre sont élus sur la seule étiquette d'antijuifs. 
En réaction, le 4 juin 1898, a lieu la première assemblée de la Ligue française des Droits de l'Homme qui avait été créée par Ludovic Trarieux. 
Le 7 juin 1898, le Conseil des Ministres, présidé par Jules Méline, décide d'accueillir favorablement les recours en grâce formés en faveur des auteurs des troubles d'Alger, notamment Max Régis.
Le 14 juin, de violentes agressions antijuives éclatent à Alger, toutes menées par Max Régis.
Le 23 juillet 1898, Drumont appelle de ses vœux un nouveau Massacre de la Saint-Barthélemy, cette fois-ci contre les Juifs.
Le 22 octobre 1898, Max Régis est condamné à huit jours de prison pour coups et blessures.

### Maire d'Alger

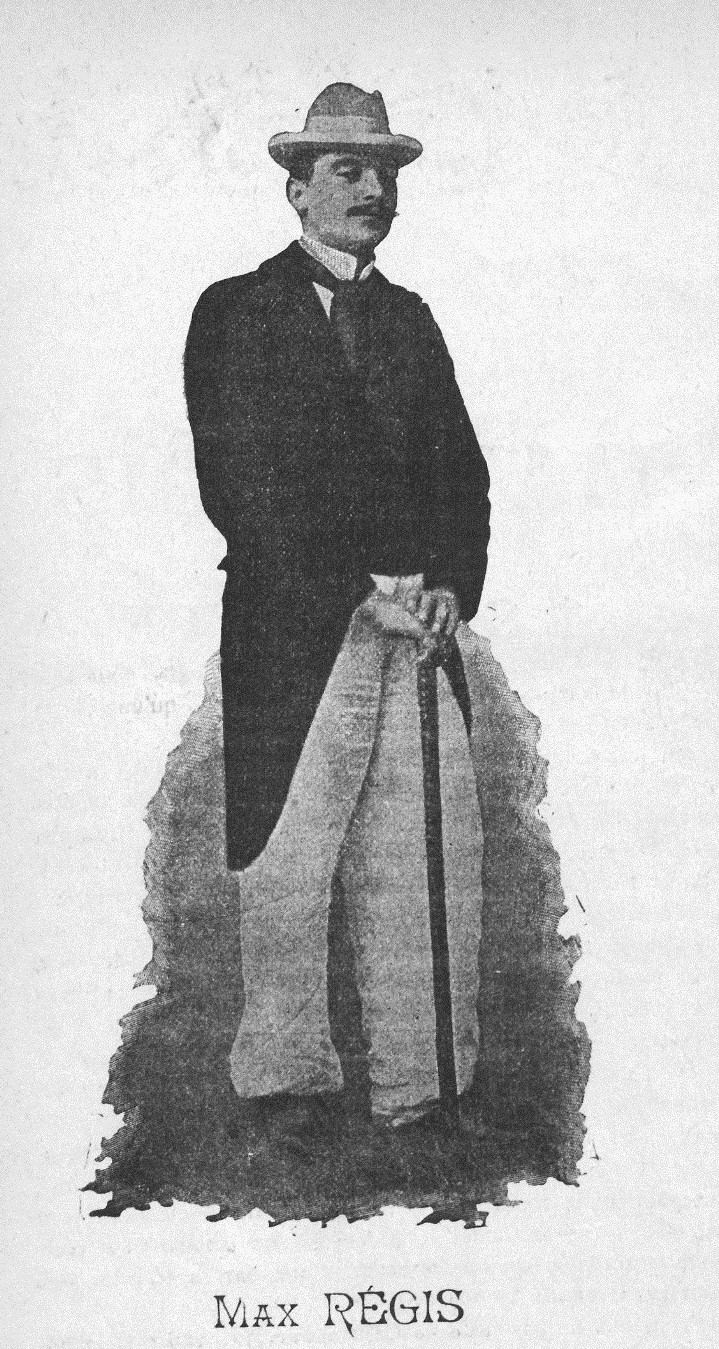
Max Régis en 1898.

Viennent, en novembre 1898, les élections municipales : les trente-six candidats de la liste antijuive sont élus.
Max Régis est maire d'Alger et sa première déclaration est : « Maintenant, il faut qu'ils crèvent tous ! ».
Premières mesures :
- les cafés qui reçoivent des Juifs ne peuvent avoir de terrasse,
- refus de circuler pour les colporteurs,
- les cochers juifs doivent stationner à des endroits déterminés,
- le Théâtre municipal est fermé aux Juifs.

Les mises à sac de magasins juifs sont monnaie courante. La vague algérienne qui porte les antijuifs est si puissante que Régis rêve d'autonomie : « Si la France refuse de se libérer des Juifs, que le peuple algérien prenne en main ses destinées ! »
Un mois plus tard, le 12 décembre 1898, Max Régis est suspendu pour trois mois de ses fonctions de maire d'Alger. M. Lutaud est nommé préfet de la ville.
Le 26 décembre 1898, un duel oppose Régis à Le Pic, les deux hommes sont légèrement blessés.
Sa plus lourde condamnation vient de la Cour d'assises de Grenoble qui le condamne le 22 février 1899 à 3 ans de prison et une amende pour apologie des crimes de meurtre, pillage, incendie ou vol,. Il fuit alors en Espagne[à vérifier] mais fait appel auprès de la Cour de cassation et il est acquitté le 19 mai 1899.

### Déclin
Le 9 janvier 1899, Max Régis est révoqué de ses fonctions de maire d'Alger à la suite de propos injurieux contre les pouvoirs publics.
À partir de 1900, la vie publique de Max Régis est marquée par ses démêlés à répétition avec Étienne Laberdesque, un aventurier de sensibilité radicale-socialiste. Probablement commandité par les adversaires politiques de l'ancien maire, Laberdesque crée le journal La Revanche du peuple, dans lequel il attaque violemment les frères Régis. Plusieurs duels l'opposent à des partisans de Max Régis.

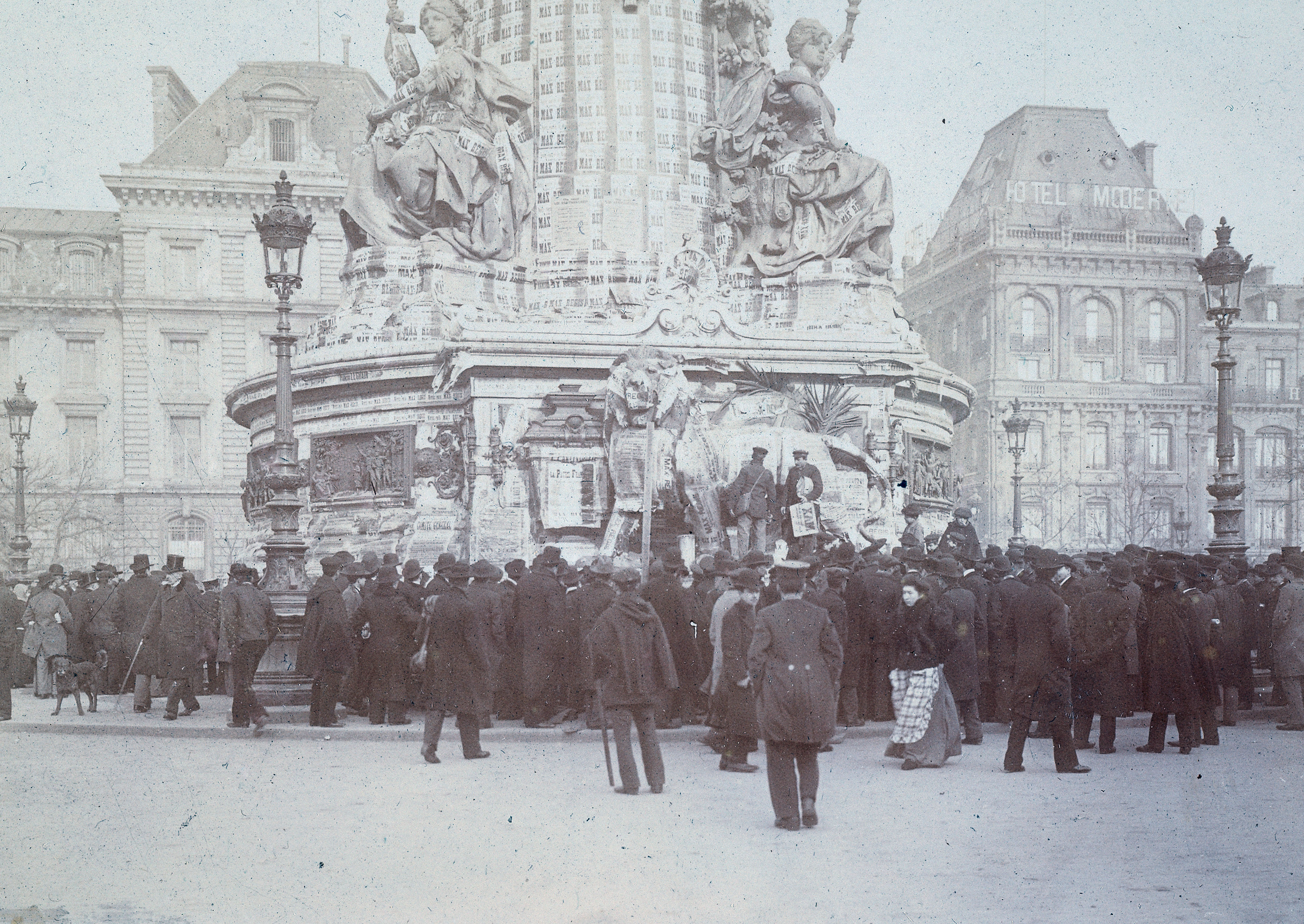
Manifestation place de la République pour l'élection de Max Régis.

Max Régis se rend ensuite à Paris, où il se présente à une élection législative partielle dans la première circonscription du 11e arrondissement en février 1901. Au premier tour, il arrive en tête avec 2 718 suffrages, contre 2 108 pour le socialiste Jean Allemane, soutenu par les autres candidats républicains au second tour. Ce dernier bat Régis le 18 février avec 4 255 voix contre 3 347 pour Régis. La candidature de Régis a été soutenue par les dirigeants de l'Union du commerce et de l'industrie pour la défense sociale, hostiles avant tout au socialisme. Toutefois, la personnalité de Régis et son antisémitisme provoquèrent une crise au sein de cette association patronale catholique née en 1897-98 et ses dirigeants furent désavoués par plusieurs adhérents. Il est soutenu aussi au second tour par les nationalistes de la Ligue de la patrie française. Il est en revanche combattu par la section locale de la Ligue des droits de l'homme. Un quotidien républicain modéré et bourgeois comme Le Temps se désole des appuis que Régis a reçus et se félicite de son échec dans la mesure où il « incarne l'antisémitisme sous sa forme la plus révoltante » et parce qu'il n'est qu'un démagogue révolutionnaire « hostile à l'ordre social » à l'instar d'Allemane . Un autre quotidien modéré, Le Figaro, critique les dirigeants de l'Union du commerce et de l'industrie, tandis que le quotidien catholique La Croix prend leur défense.
Le 29 avril 1901, une bagarre générale oppose place du Gouvernement Laberdesque, les frères Régis et leurs partisans respectifs. Max Régis est blessé par des coups de revolver. Selon l'historien Bertrand Joly, Laberdesque aurait été payé pour tuer l'ancien maire d'Alger. Max Régis retourne ensuite à Paris, mais Laberdesque le suit pour continuer à l'affronter. Un duel organisé au vélodrome du Parc des Princes oppose finalement les deux hommes. Le combat, qui se déroule pendant deux jours, les 7 et 8 juin 1901, en présence de nombreux journalistes et curieux, se solde par la défaite de Max Régis, blessé à l'avant-bras.
Régis se présente de nouveau à la mairie d'Alger en juillet 1901. Réélu, il est révoqué dans la foulée. En effet, il n'avait toujours pas purgé sa peine du 22 février 1899, ayant pris le maquis en Espagne. Aux élections législatives de 1902, les quatre députés antijuifs sont battus, dont Édouard Drumont de (seulement) 1 000 voix. 
Max Régis quitte ensuite définitivement l'Algérie, passant notamment par l'Espagne. La suite de sa vie est mal connue ; il se reconvertit dans l'hôtellerie, se marie à Beausoleil (Alpes maritimes) en 1910 et meurt en 1950 dans les Hautes-Pyrénées, en France métropolitaine, dans l'oubli.
Pour l'historien Richard Ayoun, il reste un symbole représentatif de l'antijudaïsme d'Algérie.